# Mule (Landspitze)
Mule (norwegisch für Maul, englisch Mule Point) ist eine felsige Landspitze an der Küste des ostantarktischen Kemplands. Sie liegt unmittelbar südlich des East Stack an der Ostflanke der Mündung des Hoseason-Gletschers in die Kooperationssee.
Norwegische Kartographen, die sie auch benannten, kartierten die Landspitze anhand von Luftaufnahmen der Lars-Christensen-Expedition 1936/37.